# 奥特斯韦尔
奥特斯韦尔是德国巴登-符腾堡州的一个市镇。总面积29.22平方公里，总人口6043人，其中男性3045人，女性2998人（2011年12月31日），人口密度207人/平方公里。